# ウエストワールド
『ウエストワールド』（Westworld）は、1973年のアメリカ合衆国のSF映画。マイケル・クライトンの初監督作品で、出演はユル・ブリンナー、リチャード・ベンジャミン、ジェームズ・ブローリンなど。本物の人間そっくりのアンドロイドがいる体験型遊園地で、アンドロイドたちが予期せぬ誤作動を始める様子が描かれる。
続編として『未来世界』（1976年）、テレビシリーズ『Beyond Westworld』（1980年）が製作された。その後2016年から2022年まで、本作に基づいた同名のドラマシリーズがHBOで放送された。

## ストーリー
砂漠に建設されたハイテクでリアルな大人のための巨大遊園地「デロス」。そこはアメリカ西部開拓時代のガンマン、中世ヨーロッパの騎士、そして帝政ローマの豪傑という3つの体験が可能な夢の世界だった。そこには人間とほとんど見分けがつかないほどリアルなアンドロイドが住んでおり、それぞれが歴史的環境に応じたキャラクターでプログラムされている。1日1,000ドルで、ゲストはパーク内のアンドロイドたちと、性的な出会いや死闘のシミュレーションなど、あらゆるアドベンチャーに興じることができる。デロス社の宣伝文句は、"Boy, have we got a vacation for you!"（さあ、あなたのための休暇を！）である。
シカゴで弁護士を営むピーター・マーティンは、以前にもデロスを訪れたことがある友人ジョン・ブレインを伴い、この遊園地へ遊びに来た。ブレインとマーティンの２人は3つあるテーマパークの1つ「ウエストワールド」で憧れの西部劇ヒーローになりきり、楽しむ。アトラクションのひとつ「ガンスリンガー」は、銃撃戦を扇動するようにプログラムされたアンドロイドだ。パークのゲストに支給される銃器には温度センサーがついており、人間のような体温の高いものは撃てないが、冷血なアンドロイドは「殺せる」ようになっている。ガンスリンガーのプログラムにより、ゲストは銃を抜いて殺すことができ、アンドロイドは翌日には次の決闘のために戻ってくる。
ローマと中世のアンドロイドに故障やシステム障害が多発し、それがウエストワールドにも波及しているという。それが病気の感染のようだと言われ、監督役のコンピューター科学者が「感染症に例えるなんて」と嘲笑すると、主任監督者は「ここでは普通の機械は扱っていない。これは非常に複雑な装置で、生物と同じぐらい複雑だ。場合によっては、他のコンピューターによって設計されたものもある。その仕組みはよく分からないんだ」と言う。
二人のロボットの女性と一夜を過ごした後、ブレインは前日にマーティンが酒場で殺したのと同じガンマンから声をかけられる。 マーティンは部屋に飛び込み、再び銃の使い手を射殺する。マーティンは殺人容疑で牢屋に入れられるが、ブレインは彼を脱獄させ、二人は町を出る。ロボットのガラガラヘビが休んでいたブレインたちを襲い、ブレインが咬まれるという事が起きる。決して客を傷付けないはずのロボットの「故障」である。さらに「メディバルワールド」ではプログラムに反して女性型アンドロイドがゲストの誘いを断ったことから、懸念はより深刻になる。さらに故障はエスカレートし、メディバルワールドの黒騎士アンドロイドは剣でゲストを殺害してしまう。パークの監督者は、電力をシャットダウンすることでコントロールを取り戻そうとするが、ドアが自動的にロックされ、電源を入れ直すことも脱出することもできず、中央制御室に閉じ込められる。3つの世界のアンドロイドたちは、予備電源で動作し、暴走する。
酔ってバーで乱闘した後、回復したマーティンとブレーンは、パークの故障に気づかず、ウエストワールドの売春宿で目を覚ます。すると再三倒したはずのガンスリンガーが2人の前に現れ、決闘を申し込んでくる。絶対に勝てる勝負のため、ブレインたちは受けて立つが、ブレインは撃たれて死んでしまう。身の危険を感じたマーティンは、その場から逃走し、アンドロイドは無情にも後を追う。
マーティンはパークの他のエリアに逃げ込むが、そこには死んだ客、破損したアンドロイド、そしてデロスから逃げ出そうとするパニック状態の技術者しかおらず、その技術者はすぐにガンスリンガーに撃たれて死んでしまう。マーティンは「ローマンワールド」のマンホールから地下の制御フロアに降り立ち、パークのコンピューター技術者たちが制御室で窒息死しているのを発見する。ガンスリンガーが地下の廊下まで追ってきたため、マーティンは彼の顔に酸を投げつけ、メディバルワールドの城の中に逃げる。
酸によって視力が損傷したガンスリンガーは、赤外線スキャナを使ってマーティンを見つけようとする。マーティンは大広間の松明の下に立ち、アンドロイドから自分の存在を隠し、松明の一つで火を放つ。マーティンは地下牢で助けを求める声を聞き、鎖につながれた女性を見つける。彼は彼女に水を与えるが、これが原因で彼女はショートしてシャットダウンしてしまう。彼女がアンドロイドだとは知らなかったので、マーティンはショックを受ける。ガンスリンガーは黒焦げになりながらも、再度マーティンに迫るが、ついには停止する。映画は、デロスのマーケティングスローガンの記憶が共鳴する中、彼がほぼ疲労とショック状態で地下牢の階段に座っているところで終わる。

## 設定
デロスでは各種のロボットが稼動している。これらは人間とそっくりの外観を持ち、人間に対して危害を加えないよう設計され、ある程度は自立しているものの基本的には中央コンピュータのシナリオに従って動作する。人間とロボットを外見で区別できるよう、ロボットの手のひらには掌紋がない。
デロスには3つのエリアがあり、下記のような時代や舞台が設定されている。1日の滞在費は1000ドル。
- 古代ローマ - ローマ帝国最盛期の都市のポンペイで、官能的な世界を味わえる。
- 中世 - 13世紀ヨーロッパの世界で、女王とそれに仕える騎士の世界を楽しめる。
- ウエストワールド - 19世紀末期の西部開拓時代で、ガンマンや保安官を体験できる。

人間のゲストが持つ銃には体温感知装置が組み込まれ、ロボット以外のものを撃つことはできない。

## キャスト
| 役名                                | 俳優                     | 日本語吹替 |
| 役名                                | 俳優                     | フジテレビ版 |
| ----------------------------------- | ------------------------ | --- |
| 銃の男 ガンマン406号 ガンスリンガー | ユル・ブリンナー         | 小林修 |
| ピーター・マーティン                | リチャード・ベンジャミン | 前田昌明 |
| ジョン・ブレイン                    | ジェームズ・ブローリン   | 瑳川哲朗 |
| 中世の騎士                          | ノーマン・バートールド   | |
| 主任管理者                          | アラン・オッペンハイマー | 大木民夫 |
| 中世の女王                          | ヴィクトリア・ショウ     | |
| 技術者                              | スティーヴ・フランケン   | 野島昭生 |
| バンカー                            | ディック・ヴァン・パタン | 滝口順平 |
| アーレット                          | リンダ・ゲイ・スコット   | |
| ミス・キャリー                      | メイジェル・バレット     | 公卿敬子 |
| ダフネ                              | アン・ランドール         | |
| その他                              |                          | 小林恭治 富山敬 寺島幹夫 矢田耕司 増岡弘 徳丸完 石森達幸 村松康雄 上田敏也 嶋俊介 峰恵研 藤城裕士 吉田理保子 太田淑子 麻上洋子 細井重之 |
| 日本語版制作スタッフ                |                          | |
| 演出                                |                          | 山田悦司 |
| 翻訳                                |                          | 山田実 |
| 調整                                |                          | 山田太平 |
| 解説                                |                          | 高島忠夫 |
| 制作                                |                          | 千代田プロダクション |
| 初回放送                            |                          | 1978年1月6日 『ゴールデン洋画劇場』 |

- ユル・ブリンナーは『荒野の七人』のクリスを彷彿させる出で立ちで登場している。また、同作にてクリスが披露したファニングショットについてマーティンとブレインが軽く会話するなどの場面もある。

## 製作

### 企画
クライトンは、（1972年のテレビ映画『パシュート』を経て）SFで長編監督デビューすることを望まなかったが、「スタジオに監督させてもらうためにはそれしかなかった。人々は私が適任だと思っているのだろう」と語っている。
クライトンのエージェントがプロデューサーのポール・N・ラザルス3世を紹介し、彼らは友人となり、一緒に映画を作ることにした。脚本は1972年8月に書かれた。ラザルスはクライトンに、なぜこの物語を出版しなかったのかと尋ねたところ、クライトンは、この物語は映像向きであり、本としてはうまくいかないと感じたと語った。

この脚本は、主要なスタジオに持ち込まれたが、メトロ・ゴールドウィン・メイヤー社（当時、製作責任者ダン・メルニックと社長ジェームズ・T・オーブリー）は、この企画を断っている。クライトンはこう言った。
近年、ロバート・アルトマン、ブレイク・エドワーズ、スタンリー・キューブリック、フレッド・ジンネマン、サム・ペキンパーなど、さまざまな映画監督がMGMでの待遇に苦言を呈しています。理不尽なプレッシャー、勝手な脚本の変更、不十分なポストプロダクション、最終作品の無造作なカット直しなど、あまりにも多くのエピソードがあったのです。メトロで映画を撮るという選択肢はなかったが、私たちには選択肢がなかった。ダン・メルニックは......私たちが通常のMGMのような扱いを受けることはないと保証してくれた。大部分は、彼がその約束を果たしてくれたのだ。
クライトンは、プリプロダクションが大変だったと語っている。MGMは撮影初日まで脚本の変更を要求し、主役との契約は撮影開始の48時間前までなかった。また、クライトンがキャスティングに関わることはできず、MGMは当初100万ドル以下で映画を作るつもりだったが、後に25万ドル増額したとクライトンは語っている。予算のうち25万ドルはキャストに、40万ドルはスタッフに、残りはその他全て（セット代7万5000ドル含む）に支払われたとクライトンは語っている。

### 主要撮影
この映画は30日間で撮影された。時間を節約するために、クライトンは必要なものだけを撮影し、最小限のテイクで済まそうとした。ウエストワールドはモハベ砂漠、ハロルド・ロイド邸の庭園、いくつかのMGMのサウンドステージやバックロットなどいくつかの場所で撮影されたが、バックロットが不動産開発業者に売却され取り壊される前にそこで撮影された最後の映画の1つとなった。

リチャード・ベンジャミン氏は後に、この映画を作るのが好きだったと語っている。
おそらく、私が西部劇、それもSF西部劇にハマるには、それしかなかったのでしょう......。だから、12歳の頃のようなことができるんです。そもそも映画館に行く理由って何だろう？6連射銃を撃って、馬に乗って、ガンマンに追いかけられて......。最高です！
ガンスリンガーの外見は、『荒野の七人』でブリンナーが演じたクリス・アダムスが元になっている。2人のキャラクターの衣装はほぼ同じである。ラザルスによると、ユル・ブリンナーはお金が必要だったため、わずか7万5000ドル（現代のドルで35万4000ドル）でこの役を演じることに同意したという。
クライトンは後に、「この映画の状況のほとんどは決まりきったもので、何百本もの古い映画の中から出てきた事件である」ので、シーンは「決まりきったものとして撮影されるべきだった。このため、レンズの選択と演出において、ありきたりな処理をすることになった。」と述べている。映画のオリジナルの脚本では、最後にマーティンとガンスリンガーの戦いで最高潮に達し、ガンスリンガーが拷問台によって引き裂かれるというエンディングだった。クライトンは「複雑な機械が単純な機械によって破壊されるというアイデアが好きだった」と語ったが、実際にやってみると「大げさで愚かなものに思えた」ので、このアイデアは捨てられた。 また、彼は映画の冒頭に砂漠を走行するホバークラフトのショットを入れたかったが、限られた予算内で望む効果を得られなかったのでこれもやめられた。